# Ruta Estatal de California 2
La Ruta Estatal 2 es una carretera estatal en el estado estadounidense de California. Inicia desde la unión con Santa Monica Boulevard y la Avenida Centinela en Santa Mónica hacia la Ruta 138 al este de Wrightwood, pasando concurrentemente con las Rutas 101 y 210.
Esta ruta es parte del Sistema de Autovías y Vías Expresas de California y es eligible para el Sistema Estatal de Carreteras Escénicas.

## Mantenimiento
Al igual que las autopistas interestatales, y las rutas federales y el resto de carreteras estatales, la Ruta Estatal de California 2 es administrada y mantenida por el Departamento de Transporte de California por sus siglas en inglés Caltrans.

## Cruces
La Ruta Estatal de California 2 es atravesada principalmente por la  US 101     en Los Ángeles
  SR 134     cerca de Glendale
 I 210     en Glendale.